# Mari Egnaci
Mari Egnaci (llatí: Marius Egnatius) va ser un dels principals dirigents dels aliats italians a la guerra social o guerra dels mars que va esclatar l'any 90 aC, on els pobles itàlics es van revoltar contra Roma, per no haver pogut aconseguir la ciutadania romana. Era sens dubte un dels dotze comandants que havien de ser escollits any rere any pels aliats per servir sota dos cònsols. Titus Livi diu que era el cap dels samnites.
El seu primer èxit va ser la presa de Venafrum de la que es va apoderar per una traïció i va destruir dues cohorts romanes. Poc després prop de Teanum va atacar per sorpresa a l'exèrcit del cònsol Luci Cèsar que va haver de fugir cap a Tèanum perdent gran nombre d'homes després de travessar el riu Savo on només hi havia un pont. L'any següent va morir en una batalla contra els romans dirigits pels pretors Gai Cosconi i Lucceu.
Prosper Merimée en el seu Essai sur la Guerre Sociale, proposa que el seu pare va ser Marc Mari de Sidicinum que vivia l'any 123 aC.